# Jaapiella loticola
Jaapiella loticola är en tvåvingeart som först beskrevs av Ewald Rübsaamen 1889.  Jaapiella loticola ingår i släktet Jaapiella och familjen gallmyggor. Inga underarter finns listade i Catalogue of Life.